# 清凉山站
清凉山站位于中华人民共和国江苏省南京市鼓楼区虎踞路与广州路交叉口地下，是南京地铁7号线的地铁车站，2024年12月28日投入运营。车站以临近的清凉山公园得名。

## 车站结构
清凉山站位于广州路与虎踞路交叉口，车站总长度596.9米，采用明挖与暗挖法结合施工，为7号线全线唯一一座无柱拱形车站。车站采取大断面拱盖法、双侧壁导坑、台阶法、全断面等工法，大断面开挖面积达496平方米，双侧壁断面面积达303平方米，加上清凉山地质较为坚硬，施工难度较大。
7号线部分站厅整体结构为拱形，站后设置有一暗挖停车线，可供列车存放以及其他车务调动。
由于7号线下穿秦淮河、城西干道隧道，又预留与规划中的13号线的换乘，埋深较大，7号线部分车站开挖深度近51米，相当于15层楼的高度，为目前华东地区最深的地铁车站。

### 楼层分布
| 地面 | 地面               | 出入口                           |  |  |
| -1层 |                    | 设备层                           |  |  |
| -2层 |                    | 设备层                           |  |  |
| -3层 |                    | 预留 13号线 站厅层               |  |  |
| -4层 |                    | 预留 13号线 站台层               |  |  |
| -5层 |                    | 设备层                           |  |  |
| -6层 | 7号线站厅          | 自动售票机、客服中心、车站控制室 |  |  |
| -7层 |                    | █ 7号线 往仙新路（草场门）       |  |  |
|      | 岛式站台，左侧开门 |                                  |  |  |
|      |                    | █ 7号线 往西善桥（莫愁湖）       |  |  |

## 车站设计
清凉山站主色调为古铜色，车站设计借鉴了孙权在附近的石头城筑城并建都的历史典故，车站装饰面板采用菱形模块，沿拱形结构阵列排布，旨在呈现“游龙在天，金麟涌现”的视觉冲击感及文化意象，车站顶部通过模拟龙鳞效果并结合灯光透射形成高光效果。同时车站底部设计模拟了南京城墙的元素。

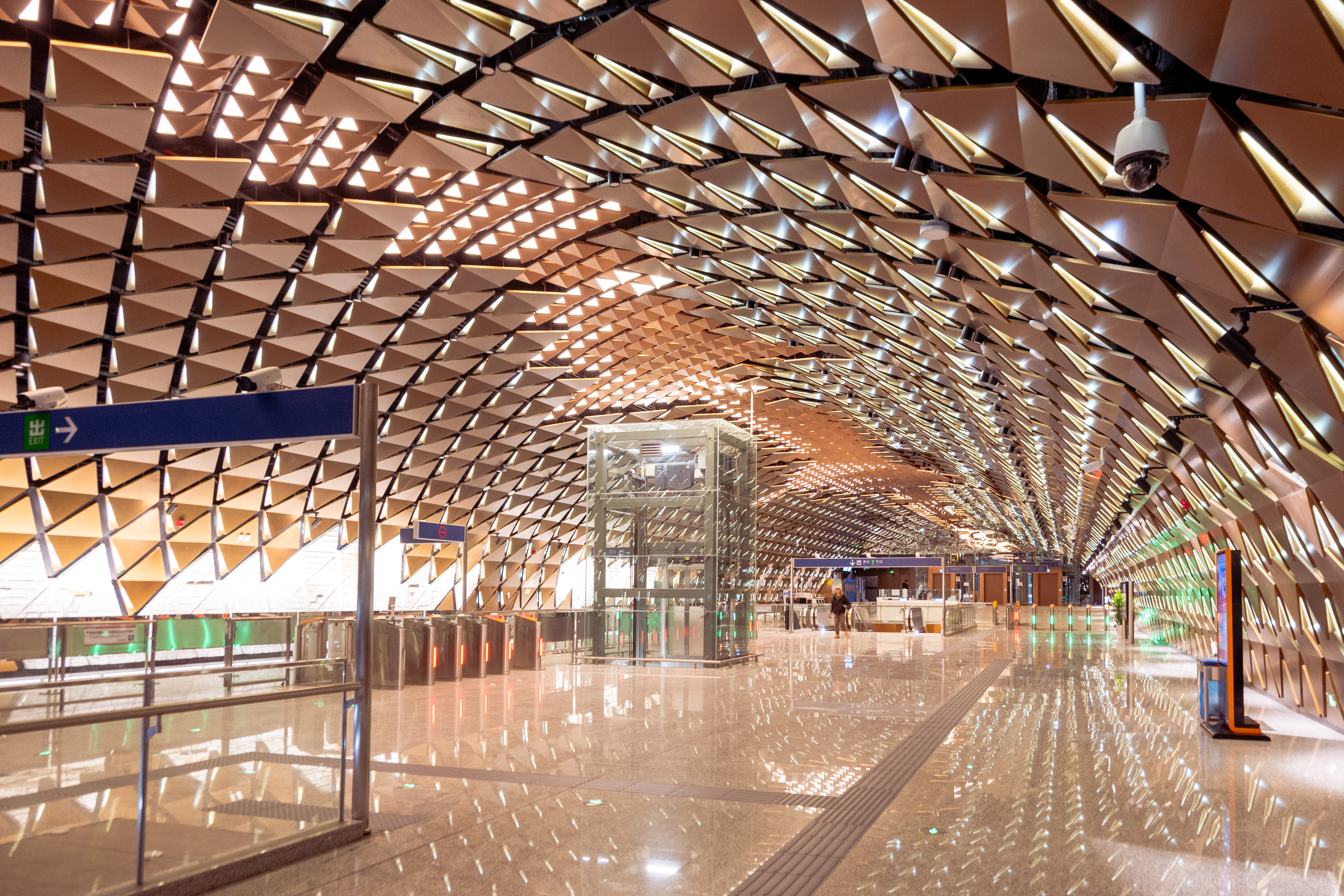
清凉山站站厅（2024年12月）
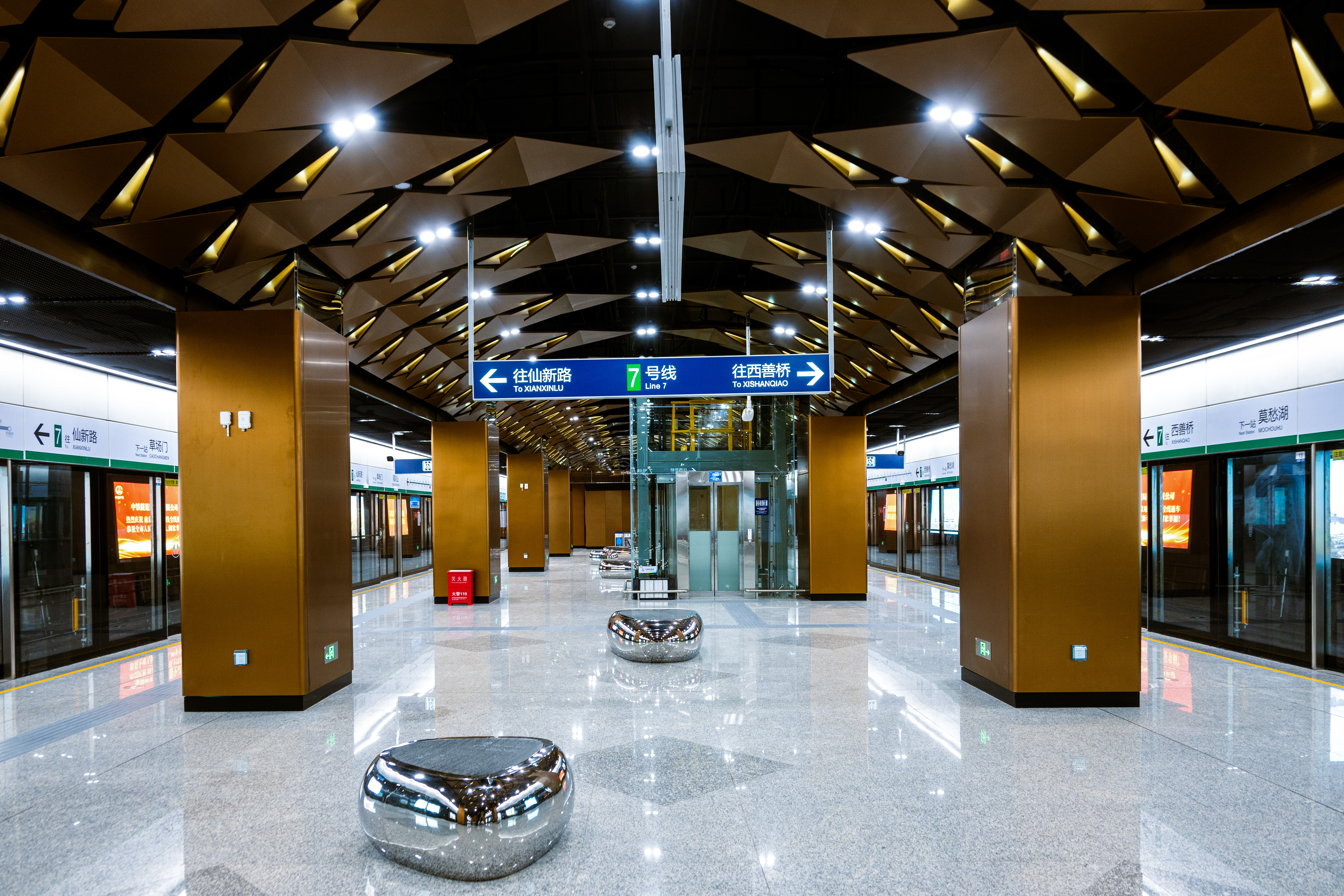
清凉山站站台（2024年12月）

## 出入口
清凉山站目前设置2个出入口，分别布置于广州路南北两侧，其中2号口为国内首创在地铁站厅非付费区设置垂直电梯群集中疏散模式，共设置7部大容量电梯，电梯速度2.5米/秒，均为无机房型式，约15秒就可将乘客从地面运输至站厅层。
| 出口編號               | 出口指示   | 建議前往的目的地       | 照片 |
| ---------------------- | ---------- | ---------------------- | ---- |
| 出口 · 1L · 升降机标志 | 虎踞路     | 虎踞路                 |      |
| 出口 · 2L · 升降机标志 | 廣州路     | 廣州路、虎踞路、清涼山 |      |
| · 暫未開通             | 清涼門大街 |                        |      |
| 註： 設有              |            |                        |      |

## 周边
- 清凉山公园
- 江苏省人民医院
- 水利部南京水利科学研究院
- 石头城公园
- 南京国防园
- 南京市第二十九中学初中部